# ジョン・ディグビー (初代ブリストル伯爵)

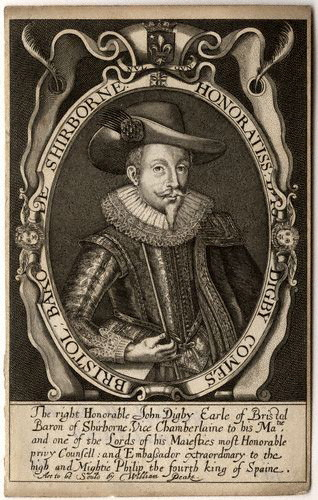
初代ブリストル伯爵ジョン・ディグビー

初代ブリストル伯爵ジョン・ディグビー（英：John Digby, 1st Earl of Bristol, 1580年2月 - 1653年1月21日）は、清教徒革命（イングランド内戦）期のイングランドの貴族、政治家、外交官。内戦中は息子のジョージ・ディグビーと共に王党派に属したが、王党派の中では穏健派だった。

## 生涯
ウォリックシャーのコールズヒルでサー・ジョージ・ディグビーとアビゲイル夫妻の子として誕生。ケンブリッジ大学モードリン・カレッジ、インナー・テンプルで教育を受けた。1606年にナイトに叙任、1610年にはヘドン選挙区から庶民院議員に選出された。
宮廷では魅力・美貌・外交能力でジェームズ1世の好意を獲得、駐スペイン大使に任命されスペイン・マドリードへ送られた。1618年にイングランドで帰国した時、スペインと紛争を起こして護送中のウォルター・ローリーと面会、スペインとイングランドで話し合われたローリーの処遇について語っている。ジェームズ1世からの信頼は厚く同年にシェアボーンのディグビー男爵に叙爵、ドーセット・シェアボーンに建てられていたローリーの屋敷だったシェアボーン城も与えられ、1622年にはブリストル伯爵に昇叙され、チャールズ王太子（後のチャールズ1世）とスペイン王女マリア・アナの結婚話を任されるまでになった。ジェームズ1世のディグビーへの厚遇は能吏としての一面もさることながら、サマセット伯ロバート・カー、バッキンガム公ジョージ・ヴィリアーズらと同じく男色家のジェームズ1世の愛人になっていたからとされている。
しかし王太子の結婚話は失敗、スケープゴートとして責任を取らされ召還・自領への謹慎を命じられた。チャールズ1世は失敗の責任を認めるなら宮廷への復帰を持ち掛けるが、頑固かつ気性の激しいブリストル伯は提案を拒否、激怒したチャールズ1世により弾劾・ロンドン塔へ投獄された。しかしバッキンガム公など王家の寵臣に対して反訴、貴族院に対して事情を説明した。その後1628年までロンドン塔に拘留されていたが、裁判は一向に進まず、事件はチャールズ1世の評判を著しく傷つけた。
同年8月にバッキンガム公が暗殺されたことにより国王との対立を考え直し、トマス・ウェントワース（後のストラフォード伯爵）や他の貴族共々議会に急進主義が増加したことに警戒するようになった。それから国王と和解して仕えたが、国王の方は自分に反抗したブリストル伯を信頼しきっていなかったため、宮廷での影響力はほとんど無かった。
時が経つにつれ内戦の危機が増大すると、息子のジョージと共にチャールズ1世に信頼され、穏健な顧問官として浮上した。1640年9月にヨークで貴族評議会が開催されると、国王の政策に対する批判と、議会を開催しなければならないとすることを提案、チャールズ1世に受け入れられた。長期議会が開会されるとベッドフォード伯爵フランシス・ラッセルと共に貴族院の王党派指導者となり、ストラフォード伯助命のためジョン・ピムとの妥協を成立させた。しかしそれが破られるとジョージと共に貴族院王党派を指導し続け、庶民院を率いるピムに対抗、1642年1月にはピムとジョン・ハムデンら庶民院指導者5名を捕らえることを国王にそそのかし、それが失敗に終わり事態は内戦へと発展していった。
第一次イングランド内戦が始まると強硬派と見做した議会により投獄されたが釈放、オックスフォードでチャールズ1世と再会した。エッジヒルの戦い後、穏健派の意見を代表して軍将校のロンドン武力占拠に反対、国王にロンドン進撃を一時止めさせた。1643年に王党派に内通したトマス・オグルという男が議会派内部の独立派と王党派の和平仲介を申し出ると、手紙でやり取りして連絡を取り合ったが、陰謀は議会派に筒抜けで、独立派も話に乗ってこなかったこと、1644年にオグルの寝返り工作が失敗したことが明らかになり計画は未遂に終わった。国王が内戦に敗れるとフランス・パリへ亡命、1653年に死去。ジョージが爵位を継承した。

## 子女
1609年にサー・ジョン・ダイヴの未亡人ベアトリス・ウォルコットと結婚、3人の子を儲けた。
- ジョージ（英語版）（1612年 - 1677年） - ディグビー男爵、第2代ブリストル伯爵
- メアリー（1612年 - 1648年） - ドニゴール伯爵アーサー・チチェスター（英語版）と結婚
- ジョン（英語版）（1618年 - 1664年） - 庶民院議員